# Вольная энциклопедия
Вольная Энциклопедия, ВЭ — проект, целью которого является сбор сведений о населённых пунктах, трассах, пограничных переходах с точки зрения их полезности для человека, осуществляющего самостоятельное путешествие.
Координаторами проекта были энтузиасты-путешественники, в частности, Антон Кротов и его друзья из «Академии Вольных Путешествий». По замыслу, проект является плодом коллективного творчества: любой человек может прислать свои статьи или дополнения и уже имеющимся материалам. Так, число её авторов достигает в настоящее время нескольких сотен.

## Печатные издания
«Вольная энциклопедия» выходила несколько раз в бумажном варианте. Три первых издания (1998, 2000, 2002) содержали информацию как по России, так и по странам СНГ. Издание 2005 года содержит 700 статей только по городам и регионам России; описание всех стран бывшего СССР вынесено в отдельную книгу «Ближнее зарубежье» (два издания — 2006, 2007). Кроме этих книг, существует ещё «Вольная Азия» (2005) и «Вольная Африка» (4 издания — 2004, 2005, 2006 и 2007).
Основное отличие «Вольной энциклопедии» от других, «глянцевых», путеводителей — наличие только практически полезной информации (визы, въезды, выезды, транспорт, деньги и цены, места ночлега, питание, нравы милиции и чиновников, менталитет местного населения, свойства вокзалов, турклубы, язык, достопримечательности, связь и др.), и отсутствие «лирической» информации (история, природа, фотографии — ничего этого нет). Нет также и адресов дорогих гостиниц, турфирм и пансионатов — вся информация рассчитана на человека, который тратит за месяц путешествия не больше денег, чем дома за этот же период. «С помощью этой книги ваше путешествие по России / Азии / Африке станет безопаснее, интереснее и дешевле, чем сидение дома» — указывает «Энциклопедия».

## Способ представления
Сайт проекта наполняется вручную редакторами, поэтому с технической точки зрения проект сильно отстаёт от современных веяний. Однако сами создатели ВЭ отвергают идею использования вики-технологии:
В 29-й раз отвечаем: нет, не думаем. Вики хорош для тех случаев, когда информация является легкособираемой, и штука состоит только в том, чтобы нашёлся неленивый чел, который её набьёт в инет. Для размещения эксклюзива (почти вся ВЭ — эксклюзив) эта технология не подходит, потому что статьи там неавторские.

Vladislav K ()
Тем не менее, в 2013 году  появилась бета-версия ВЭ на движке MediaWiki. Старая электронная версия ВЭ, по состоянию на начало 2016 года, доступна, однако несколько лет не обновляется; вики-версия развивается достаточно медленно.

#### Аналогичные ресурсы
- Тревел-Вики — Энциклопедия самостоятельных путешественников
- ХитчВики — Свободная Энциклопедия Автостопа (российский раздел)
- Викистопия (недоступная ссылка)